# Naegleria
Naegleria là một chi Protozoa. Chi được đặt theo tên nhà động vật học Pháp Mathieu Naegler. Naegleria là Euglenozoa có thể gây ra nhiễm trùng rất hiếm gặp, nhưng nghiêm trọng, lây nhiễm tới não. Euglenozoa thường được tìm thấy ở nước ngọt ấm áp (ví dụ, hồ, sông, và suối nước nóng) và đất. Chỉ có một loài, Naegleria fowleri lây nhiễm con người.
Loài:
- Naegleria fowleri, gây ra một căn bệnh hiếm gặp và thường gây tử vong ở người
- Naegleria gruberi
- Naegleria lovaniensis